# グラディス・ポルトギーズ
グラディス・ポルトギーズ（Gladys Portugues,1957年9月30日-）はアメリカの女優で元プロボディビルダー。

## 来歴
格闘家/映画俳優のジャン＝クロード・ヴァン・ダムと1987年から1992年に一度結婚、1999年に再婚したが2015年に離婚。
2人の間には俳優のクリストファー・ヴァン・ヴァレンバーグと女優のビアンカ・ブリーがいる。